# Thomas Popp (Jurist)
Thomas Popp (* 8. November 1961 in Schweinfurt) ist ein deutscher Verwaltungsjurist und politischer Beamter. Von 2019 bis 2024 war er Staatssekretär für Digitale Verwaltung und Verwaltungsmodernisierung des Kabinetts Kretschmer II in der Sächsischen Staatskanzlei.

## Leben
Popp absolvierte ein Studium der Rechtswissenschaften. Der Volljurist begann seine berufliche Laufbahn 1992 als Dozent an der Bayerischen Beamtenfachhochschule in Herrsching, ehe er 1997 an die Fachhochschule der Sächsischen Verwaltung in Meißen wechselte. Zwischen 1998 und 2004 war er Projektkoordinator des Freistaates für die Entwicklung des Leistungsvergleiches zwischen Finanzämtern in der Steuerverwaltung und fungierte als Sachgebietsleiter im Finanzamt Freital.
2004 übernahm Popp die Aufgabe des Vorstehers des Finanzamtes Freiberg, bereits ein Jahr später folgte der Wechsel in das Sächsische Staatsministerium der Finanzen, wo er Referatsleiter Organisation und Automation sowie Datenschutz der Steuerverwaltung wurde. 2010 übernahm er die Leitung der Oberfinanzdirektion Chemnitz, 2011 das Amt des Präsidenten des Landesamtes für Steuern und Finanzen. Anfang 2015 wechselte in die Sächsische Staatskanzlei, wo er die Zentralabteilung leitete. In dieser Funktion übernahm er den Vorsitz der Kommission zur umfassenden Evaluation der Aufgaben, Personal- und Sachausstattung des Freistaates Sachsen. Am 10. April 2018 wurde Popp Amtschef der Sächsischen Staatskanzlei. In dieser Funktion verantwortete er die Leitung der Stabsstelle „Landesweite Organisationsplanung, Personalstrategie und Verwaltungsmodernisierung“. Zum 1. August 2018 wurde er zum Beauftragten für Informationstechnologie (Chief Information Officer) des Freistaates Sachsen ernannt.
Im Zuge der Bildung des Kabinett Kretschmers II am 20. Dezember 2019 wurde Thomas Popp zum Staatssekretär und Mitglied der Sächsischen Staatsregierung für Digitale Verwaltung und Verwaltungsmodernisierung ernannt. Weiterhin wurde er am 22. Juni 2021 zum Beauftragten der Sächsischen Staatsregierung für die Kulturhauptstadt Europas Chemnitz 2025 berufen. Am 23. Juni 2022 wurde ihm die Honorarprofessur an der Hochschule Meißen (FH) und Fortbildungszentrum verliehen. Im Zuge der Bildung des Kabinetts Kretschmer III schied er am 19. Dezember 2024 aus den Ämtern der Sächsischen Staatsregierung aus.